# Гољаново
Гољаново (слч. Golianovo) насељено је мјесто са административним статусом сеоске општине (слч. obec) у округу Њитра, у Њитранском крају, Словачка Република.

## Становништво
| Година:    | 1994. | 2004.   | 2014.    | 2024.    |
| ---------- | ----- | ------- | -------- | -------- |
| Број људи: | 1116  | 1196    | 1568     | 2029     |
| Разлика:   |       | +7,16 % | +31,10 % | +29,40 % |

| Година:    | 2023. | 2024.   |
| ---------- | ----- | ------- |
| Број људи: | 2007  | 2029    |
| Разлика:   |       | +1,09 % |

Према подацима о броју становника из 2011. године насеље је имало 1.422 становника.